# Hans Kalb
Hans Kalb (Núremberg, 3 de agosto de 1899-Altdorf bei Nürnberg, 5 de abril de 1945) fue un futbolista internacional alemán.

## Trayectoria
Militó toda su carrera en el 1. F. C. Núremberg, donde ganó el Campeonato Alemán de fútbol en 1920, 1921, 1924, 1925 y 1927. Disputó 15 partidos internacionales (marcó dos goles) con la selección de fútbol de Alemania. Kalb fue expulsado en el partido contra Uruguay en los Juegos Olímpicos de 1928 por una falta deliberada contra el goleador uruguayo Pedro Petrone. Uruguay ganó el partido 4-1 y Kalb recibió una suspensión de un año por parte de la Federación Alemana de Fútbol, lo que puso fin a su carrera internacional.

## Vida personal
En la Primera Guerra Mundial sirvió como artillero en el Ejército Imperial Alemán. Fuera del fútbol, Kalb era cirujano dentista y ejercía en Núremberg. Murió a causa de una infección contraída en una cirugía.